# Маслов, Антон Сергеевич
Антон Сергеевич Маслов (род. 16 июля 1987, Волгоград) — российский режиссёр кино и телевидения, сценарист и продюсер. Известен по фильмам:«Вампиры средней полосы», «Последний Богатырь. Наследие», «ИП Пирогова»,«Многоэтажка», «Поехавшая», «Мужу привет». Работает в Yellow Black and White.

## Биография и образование
Родился в Волгограде, жил в городе Златоуст (Челябинская область).
Окончил физико-математический класс, выбрал профессию инженера, поступив в филиал Южно-Уральского Государственного Университета на «Металлургический факультет» по специальности «Промышленное и Гражданское Строительство».
В университете  принимал участие в команде КВН «Люди в Курсе». Которая позже превратилась в Творческую студию «Друзья».
После окончания университета Антон несколько лет работал по специальности. Его карьера в медиа началась в 2008 году с участия в шоу «ВидеоБитва» на канале «СТС». Студия несколько раз становилась победителями.  В 2009 году Антон переехал в Москву и начал работать в рекламном агентстве «Great Company», где постепенно расширял спектр своих проектов. Среди его работ — рекламные ролики для компаний PepsiCo, МТС, MetroСС, ФК ЦСКА, Макдоналдс, Россети, ОК, а также  рекламные интернет-сериалы на YouTube.
Отучился на режиссерском факультете в «Академии коммуникаций WordShop BBDO» по специальности «Режиссура кино» у мастера Игоря Волошина.  Затем там же на специальности «Режиссура музыкального видео» у Алёны Кукушкиной и Андрея Мусина.
Дипломным проектом для Антона стал короткометражный фильм «Станьте моим соседом» (2014).

## Телевидение и интернет-сериалы
Работал в рекламе (Pepsi, МТС, Metro), создавал интернет-сериалы и вирусное видео.
Теледебютом Маслова стал сериал «Анжелика» (2014), в котором рассказывается о студентке, мечтающей стать стройной и красивой, чтобы завоевать мужское внимание.
- «Крыша мира»
- «Отель Элеон»
- «Бесстыдники»
- «Фитнес» (5 сезонов на PREMIER)
Одним из наиболее значимых проектов стал сериал «ИП Пирогова» (2019), за который он был удостоен премии «ТЭФИ».
Широкую известность Маслов получил, как создатель первого сезона сериала «Вампиры средней полосы» (2021), который получил высокие оценки критиков и стал популярным у зрителей. В 2022 году Маслов был номинирован на премию «Золотой орёл», как лучший режиссёр сериала на онлайн-платформах за работу над этим проектом.
- «Последний богатырь. Наследие»

## Кино
- «Многоэтажка» (2022) — драматический триллер о пожарном, ищущем пропавшую дочь.
- «Поехавшая» (2023) — роуд-муви, собравший более 135 млн ₽ за уикенд.
- «Мужу привет» (2025) — мелодрама с Юлией Пересильд и Владимиром Вдовиченковым.

## Последний богатырь. Наследие
Телепроект-приквел к одноимённой франшизе, стартовал 27 сентября 2024 на Start, получил спецприз на «Новом сезоне» в Сочи. Также выпустил артбук о производстве сериала.

## Стиль и профессиональные взгляды
Ценит юмор и гармонию на площадке.

## Признание и общественная деятельность
- Победитель премии ТЭФИ за «ИП Пирогова».
- Жюри фестиваля Original+ (2025).

### 2019
Премия «ТЭФИ» - за работу над сериалом «ИП Пирогова» (2019)

### 2021
Премия АПКиТ - лучший сериал «Вампиры средней полосы» (2021)
Национальная премия интернет-контента - Лучший сериал «Вампиры средней полосы» (2021)

### 2022
Премия «Золотой орёл» — номинация на звание лучшего режиссёра сериала онлайн-платформ за работу над первым сезоном «Вампиров средней полосы» (2022).

### 2024
Премия «ТЭФИ» - лучший комедийный сериал «Последний богатырь. Наследие» (2024).
Национальная премия интернет-контента – Специальная номинация «Культурный код» «Последний богатырь. Наследие» (2024)
Премия «Новый сезон» - Специальный приз за прорыв в индустрии «Последний богатырь. Наследие» (2024)

### 2025
Московский международный кинофестиваль (ММКФ) — серебряный «Святой Георгий» за лучший фильм конкурса «Русские премьеры» за фильм «Мужу привет» (2025).
Жюри фестиваля Original+ (2025).

## Сериалы
| Год       | Проект                       | Роль     | Жанр                 |
| --------- | ---------------------------- | -------- | -------------------- |
| 2014-2015 | Анжелика                     | Режиссёр | Комедия, мелодрама   |
| 2015-2018 | Крыша мира                   | Режиссёр | Комедия              |
| 2016-2017 | Отель Элеон                  | Режиссёр | Комедия, мелодрама   |
| 2017      | Бесстыдники                  | Режиссёр | Драмеди              |
| 2018-2021 | Фитнес                       | Режиссёр | Комедия, мелодрама   |
| 2019-2022 | ИП Пирогова                  | Режиссёр | Комедия, мелодрама   |
| 2021-...  | Вампириы средней полосы      | Режиссёр | Комедия, мелодрама   |
| 2024      | Последний богатырь. Наследие | Режиссёр | Приключения, фэнтези |

## Фильмы
| Год  | Проект               | Роль     | Жанр             |
| ---- | -------------------- | -------- | ---------------- |
| 2014 | Станьте моим соседом | Режиссёр | Мелодрама        |
| 2018 | Раздающая            | Режиссёр | Комедия          |
| 2022 | Многоэтажка          | Режиссёр | Драма, триллер   |
| 2023 | Поехавшая            | Режиссёр | Роуд-муви        |
| 2024 | Чебурашка. Новый Год | Режиссёр | Семейная комедия |
| 2025 | Мужу привет          | Режиссёр | Мелодрама        |

## Личная жизнь
Женат на сценаристке Марии Масловой. Ведёт телеграм-канал «Масло в огонь». Любит природу Урала, занимается спортом.